# オズグットの補題
数学におけるオズグットの補題（オズグッドのほだい、英: Osgood's lemma）とは、William Fogg Osgood (1899) によって導入された、複素解析における一結果である。この補題によると、各変数ごとに正則であるような連続多変数複素函数は、正則である。函数が連続であるという仮定は除くことが出来るが、補題の形式は証明する上でより困難なものとなる。そのような結果はハルトークスの定理として知られている。